# ماه عسل (مجموعه تلویزیونی)

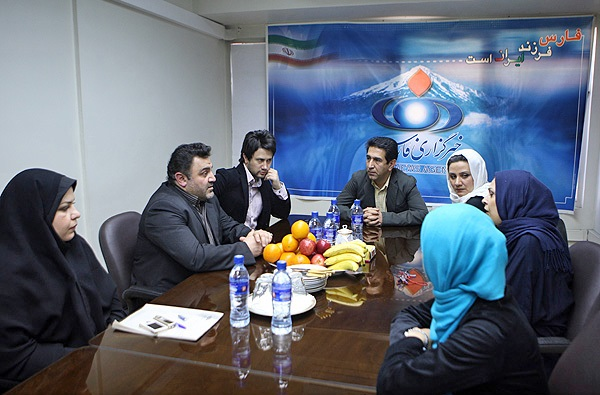
بازدید بازیگران سریال ماه عسل از دفتر FNA - 7 آوریل 2009

ماه عسل یک مجموعه تلویزیونی است که در نوروز ۱۳۸۸ از شبکه ۲ سیما پخش شد.

## داستان
این مجموعه تلویزیونی پانزده قسمتی دربارهٔ دختر و پسری به‌نام امیر و شیرین است که قصد ازدواج دارند اما در راه ازدواج آنها موانعی وجود دارد که برای آنان لحظات تلخ و شیرینی را رقم می‌زند…

## بازیگران و نقش‌ها
| بازیگر           | نقش         |
| ---------------- | ----------- |
| سعید پورصمیمی    | خان بابا    |
| محمد مطیع        | پدر خانواده |
| پروانه معصومی    | طوبی        |
| افسر اسدی        | فخری        |
| فلورا سام        | شیوا        |
| سحر ولد بیگی     | شیرین عمه   |
| نفیسه روشن       | شیرین       |
| شاهرخ استخری     | فرهاد       |
| یوسف تیموری      | امیر        |
| امیرحسین صدیق    | خسرو        |
| کمند امیرسلیمانی | جواهر       |
| راضیه برومند     | مادر امیر   |
| خاطره حاتمی      | نسیم        |
| علیرضا اشکان     | نیما        |